# رکا دمتر
رکا دمتر (مجاری: Demeter Réka؛ زادهٔ ۲۶ سپتامبر ۱۹۹۱) بازیکن فوتبال اهل مجارستان است.
از باشگاه‌هایی که در آن بازی کرده‌است می‌توان به باشگاه فوتبال فرنتس‌واروش اشاره کرد.
وی همچنین در تیم ملی فوتبال زنان مجارستان بازی کرده‌است.